# Пьяцца Венеция
Пьяцца Венеция (Piazza Venezia) — площадь в центре Рима, названная так по одноимённому палаццо Венеция.
Площадь расположена у подножия Капитолия и недалеко от Римского форума. Это место ещё во времена Римской республики было важным транспортным пунктом, здесь пересекались Фламиниева дорога с Сервиевой стеной (Porta Fontinalis). В наше время здесь пересекаются улицы Корсо, Плебисчито и Цезара Баттисты.
В XV веке венецианский кардинал Пьетро Барбо (позднее папа Павел II) построил дворец, где после 1567 года размещалось посольство Венецианской республики. В 1660 году было построено палаццо Д’Асте, переименованное в палаццо Бонапарте, когда там обосновалась «Мадам-Мать». В 1906 году итальянское правительство решило расчистить площадь перед Витториано: монументом королю Виктору Эммануилу II, многие постройки были снесены. По проекту архитектора Джузеппе Саккони при участии Камилло Пиструччи для Генерального консульства Венеции построили новое здание в неоренессансном стиле напротив Палаццо Венеция (Palazzo delle Assicurazioni Generali di Venezia) с точно такой же квадратной башней. В результате Площадь Венеции (Piazza Venezia) оказалась обрамлённой двумя абсолютно симметричными по композиции (но различающимися по стилю) зданиями. Это было новшеством в градостроительном искусстве Италии того времени
В 2009, во время раскопок для строительства линии С римского метрополитена, посреди площади были найдены остатки так называемого Афинеума императора Адриана.
К площади Венеции примыкают величественные руины базилики Ульпия, рядом с которыми стоит колонна Траяна.

## Примечательные постройки
- Колонна Траяна
- Базилика Ульпия (руины)
- Палаццо Венеция
- Палаццо Бонапарте
- монумент Виктору Эммануилу II (Витториано).
- Церковь Санта Мария ди Лоретто, построенная по проекту Антонио да Сангалло (младшего)
- Палаццо Валентини

## Галерея

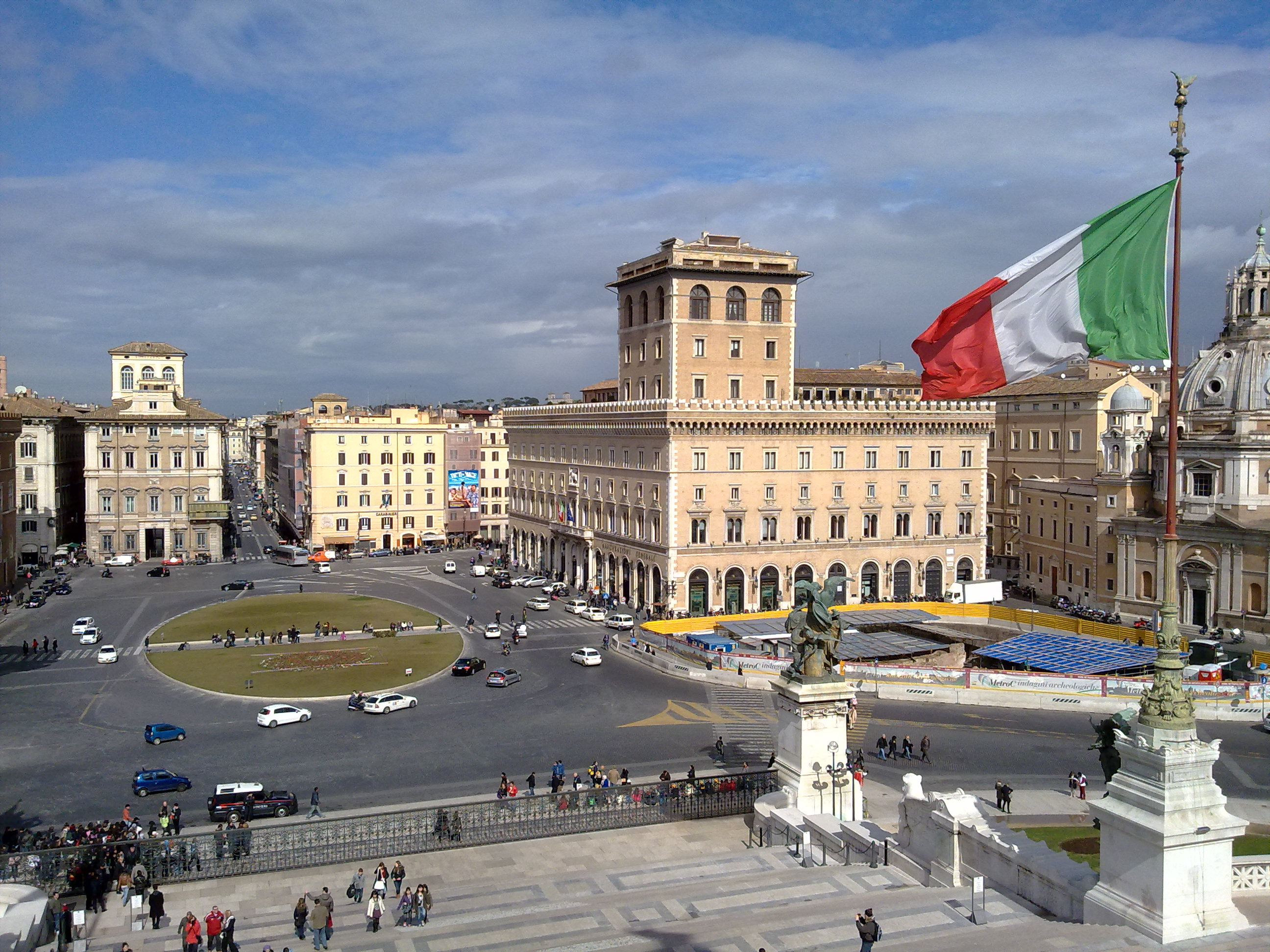
вид с памятника Виктору Эммануилу II.
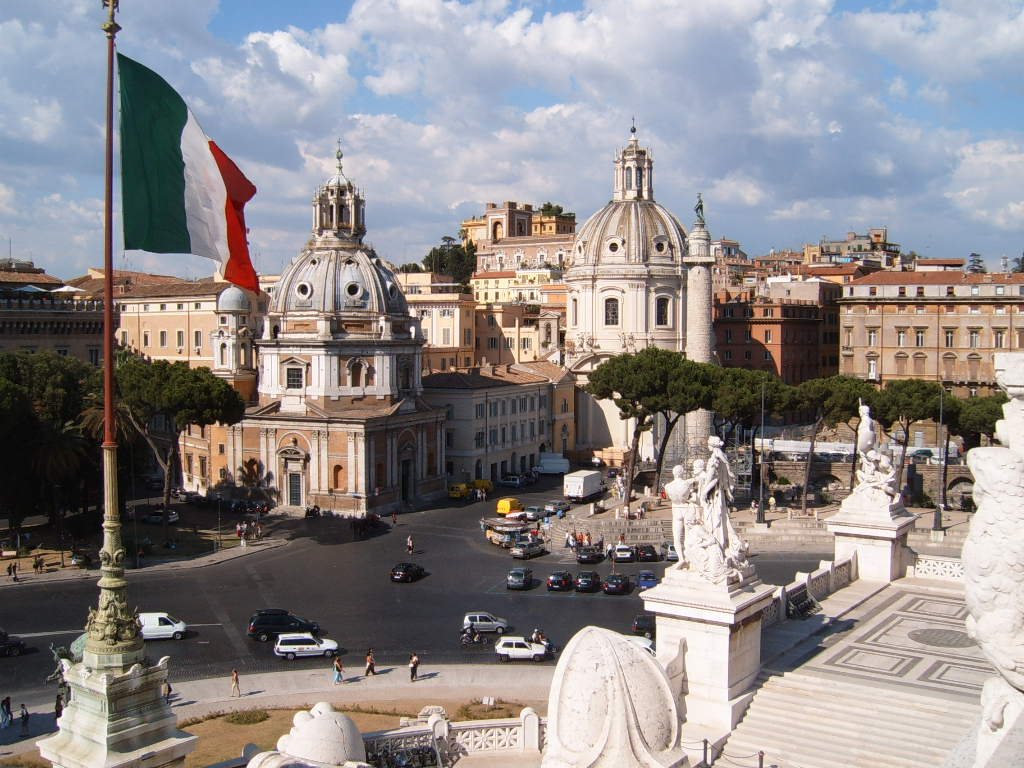
Вид с памятника Виктору Эммануилу II на колонну Траяна.